# تشاد وليامز (لاعب كرة قدم أمريكية)
تشاد وليامز (بالإنجليزية: Chad Williams)‏ هو لاعب كرة قدم أمريكية أمريكي، ولد في 19 أكتوبر 1994 في باتون روج في الولايات المتحدة.

## وصلات خارجية
- تشاد وليامز على موقع مرجع كرة القدم المحترفة.كوم (الإنجليزية)